# Madison Grant
Madison Grant (ur. 1865, zm. 1937) – amerykański prawnik, historyk, antropolog, działacz na rzecz ochrony przyrody, znany ze swoich rasistowskich i eugenicznych przekonań. Był inicjatorem ratowania wielu zagrożonych gatunków (przyczynił się do założenia Bronx Zoo w Nowym Jorku, kilku parków narodowych w Stanach Zjednoczonych i kilku organizacji zajmujących się ochroną środowiska). Szef Nowojorskiego Towarzystwa Zoologicznego (1925-1937). Grant był autorytetem dla Adolfa Hitlera, który wkrótce po dojściu do władzy nakazał przedrukowanie jednej z jego książek, The Passing of the Great Race, którą w liście do Granta nazwał "swoją Biblią".
W 1906 roku jako atrakcję w nowojorskim parku zoologicznym Bronx Zoo pokazywano kongijskiego pigmeja Otę Bengę razem z małpami oraz innymi dzikimi zwierzętami. Dyrektor zoo, jako rasista, umieścił pigmeja w klatce razem z szympansem, przy klatce dodał napis Brakujące ogniwo. Miało to pokazać odwiedzającym, że rdzennym mieszkańcom afrykańskiego buszu – takim jak Ota Benga – bliżej jest w drabinie ewolucji do małp niż do Europejczyków. Madison Grant wykorzystując pozycję sekretarza New York Zoological Society wspierał tę akcję.

## Prace

### Książki
- The Caribou, Office of the New York Zoological Society, 1902.
- "Moose," Report of the Forest, Fish, Game Commission, State of New York, 1903.
- The Origin and Relationship of the Large Mammals of North America, Office of the New York Zoological Society, 1904.
- The Rocky Mountain Goat, Office of the New York Zoological Society, 1905.
- The Passing of the Great Race; or, The Racial Basis of European History, New York, Charles Scribner's Sons, 1916.
  - New ed., rev. and Amplified, with a New Preface by Henry Fairfield Osborn, Charles Scribner's Sons, 1918
  - Rev. ed., with a Documentary Supplement, and a Preface by Henry Fairfield Osborn, Charles Scribner's Sons, 1921.
  - Fourth rev. ed., with a Documentary Supplement, and a Preface by Henry Fairfield Osborn, Charles Scribner's Sons, 1936.
- Saving the Redwoods; an Account of the Movement During 1919 to Preserve the Redwoods of California, Zoological Society, 1919.
- Early History of Glacier National Park, Montana, Washington, Govt. print. off., 1919.
- The Conquest of a Continent; or, The Expansion of Races in America, Charles Scribner’s Sons, 1933.

### Artykuły
- "The Depletion of American Forests," Century Magazine, Vol. XLVIII, N°. 1, May 1894.
- "The Vanishing Moose, and their Extermination in the Adirondacks," Century Magazine, Vol. XLVII, 1894.
- "A Canadian Moose Hunt," in Theodore Roosevelt, ed., Hunting in Many Lands, Forest and Stream Publishing Company, 1895.
- "The Future of Our Fauna," Zoological Society Bulletin, N°. 34, June 1909.
- "History of the Zoological Society," Zoological Society Bulletin, Decennial Number, N°. 37, January 1910.
- "Condition of Wild Life in Alaska," in Hunting at High Altitudes, Harper & Brothers, Publishers, 1913.
- "Wild Life Protection," Zoological Society Bulletin, Vol. XIX, N°. 1, January 1916.
- "The Passing of the Great Race," Geographical Review, Vol. 2, No. 5, Nov., 1916.
- "The Physical Basis of Race," Journal of the National Institute of Social Sciences, Vol. III, January 1917.
- "Discussion of Article on Democracy and Heredity," The Journal of Heredity, Vol. X, N°. 4, April, 1919.
- "Restriction of Immigration: Racial Aspects," Journal of the National Institute of Social Sciences, Vol. VII, August 1921.
- "Racial Transformation of America," The North American Review, March 1924.
- "America for the Americans," The Forum, September 1925.